# Kilian Ludewig
Kilian Ludewig (Hamburg, 5 maart 2000) is een Duits voetballer die doorgaans als verdediger speelt. 

## Loopbaan
Ludewig speelde in de jeugd van FC St. Pauli en RB Leipzig voor hij in 2018 bij Red Bull Salzburg in Oostenrijk kwam. Hij werd verhuurd aan satellietteam FC Liefering (2. Liga), het Engelse Barnsley FC (Championship) en FC Schalke 04 (2. Bundesliga) voor hij in oktober 2021 zijn competitiedebuut voor Red Bull Salzburg maakte in de Bundesliga tegen LASK. In januari 2022 werd Ludewig tot het einde van het seizoen 2021/22 verhuurd aan het Nederlandse Willem II waarmee hij uit de Eredivisie degradeerde.
Hij was Duits jeugdinternational en nam deel aan het Europees kampioenschap voetbal mannen onder 17 - 2017 waar Duitsland tot de halve finale kwam.
1 Didillon-Hödl ·
4 Schouten  ·
5 Sigurgeirsson ·
6 Lambert ·
7 Doodeman ·
8 Bosch ·
9 Vaesen ·
11 Kehrer ·
14 Sandra ·
15 Pivaš ·
16 Meerveld ·
17 Joosten ·
18 Bokila ·
19 Sylla ·
21 Fatah ·
22 Nizet ·
24 Van den Berg ·
25 Tirpan ·
27 Mathieu ·
30 Behounek ·
33 St. Jago ·
34 Lachkar ·
41 Schut ·
47 Veldman ·
48 Mathijsen ·
50 Van Loon ·
51 Van Aalst ·
52 De Leeuw ·
77 Kaygın ·
Coach: Maes
· Assistent-coach: Aelbrecht
· Keeperstrainer: Den Otter